# Benjamin R. Mullock
Sir Benjamin Robert Mulock (Stoke-on-Trent, 18 de junho de 1829 - Hampstead, 17 de junho de 1863) foi um fotógrafo e engenheiro inglês.